# Arctostaphylos caucasica
Arctostaphylos caucasica är en ljungväxtart som beskrevs av Lipschitz. Arctostaphylos caucasica ingår i släktet mjölonsläktet, och familjen ljungväxter. Inga underarter finns listade i Catalogue of Life.